# カマドウマ
カマドウマ（竈馬）はバッタ目カマドウマ科 (Rhaphidophoridae) に属す昆虫の総称。狭義にはその一種。
姿や体色、飛び跳ねるさまが馬を連想させ、古い日本家屋では竈の周辺などによく見られたことからこの名前が付いた。

## カマドウマ科

### 形態
脚が長く、背が曲がり、触角が長い種が多い。キリギリスやコオロギ、ウマオイに似るが、成虫でも翅をもたず専ら長い後脚で跳躍する。その跳躍力は非常に強く、飼育器の壁などに自ら激突死してしまうほどである。
顔は前から見ると下方に細まった卵型で、口付近には1対の長い小顎鬚（）がある。体長の3倍以上ある触角で、暗所でも体の周囲全体を探れる。3対ある脚のうち後脚は特別に発達して跳躍に適した形になっており、多くの種で腿節は体長とほぼ同じ長さがあり、脛節は体長よりも長い。
- 頭部（マダラカマドウマ）
- 腹部（マダラカマドウマ）

### 分類
カマドウマ科は世界に1100種以上が存在する。日本には南日本から南西諸島にかけて特に多くの種がいるが、近年新種が発見されており、まだまだ未知の種が多いようである。日本産の主な種を以下に示す。
- スングリウマ Rhaphididopora taiwana
- マダラカマドウマ Diestrammena japanica
- サツママダラカマドウマ Diestrammena inexpectata
- アマミマダラカマドウマ Diestrammena gigas
- ヤエヤママダラウマ Diestrammena iriomotensis
- モリミズウマ Diestrammena tsushimensis
- ハヤシウマ Diestrammena itoda
- ヤクハヤシウマ Diestrammena yakumontana
- ゴリアアカテカマドウマ Diestrammena goliath
- オオハヤシウマ Diestrammena nicolai
- コノシタウマ Diestrammena elegantissima
- フトカマドウマ Diestrammena robusta
- クラズミウマ Diestrammena asynamora
- カマドウマ Atachycines apicalis apicalis
- クメカマドウマ Atachycienes apicalis gusouma
- ヒラメキマダラウマ Neotachycines furukawai
- キマダラウマ Neotachycines fascipes
- クマドリキマダラウマ Neotachycines minorui
- オキナワコマダラウマ Neotachycines kobayashii
- アンモンコマダラウマ Neotachycines bimaculatus
- ヒメアメイロウマ Neotachycines kanoi
- ウスリーカマドウマ Paratachycines ussuriensis
- イセカマドウマ Paratachycines isensis
- トウカイカマドウマ Paratachycines sp.
- サツマカマドウマ Paratachtcines satsumensis
- チビクチキウマ Anoplophilus minor
- キンキクチキウマ Anoplophilus tominagai
- ヒラタクチキウマ Alpinanoplophilus longicerus
- トウナンヒラタクチキウマ Alpinanophilus yoteizanus

#### 種の同定
カマドウマ科の昆虫は互いに似たものが多く、日本産のカマドウマ科だけでも3亜科70種以上が知られ、専門家以外には正確な同定は難しい。単なる絵合わせによって正しく同定をすることは不可能で、脚の棘や交尾器の形態などの詳細で正確な観察に基づいて同定しなければならず、それほど簡単ではない。特に幼虫の場合は専門家でない限り正確な同定はほぼ不可能と考えてよい。
家屋や納屋などに見られるカマドウマ科のうち、胴体や脚に濃淡の斑紋が明らかなもの多くはクラズミウマかマダラカマドウマである。また一つの地域に生息する種は限られるので、産地や環境からある程度の種に絞り込むことも可能である。

### 生態

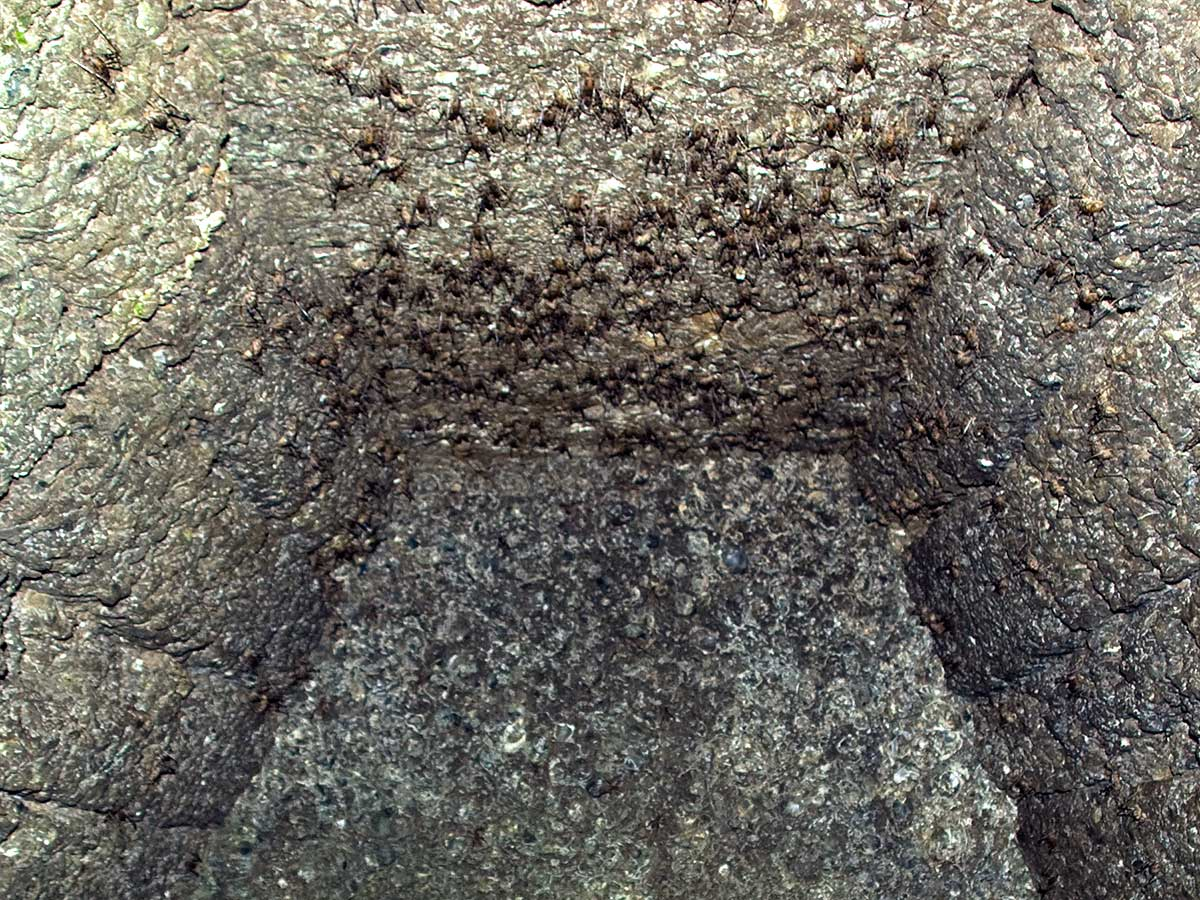
古墳の石室内で群生するマダラカマドウマ

主に身を隠せる閉所や狭所、暗所、あるいは湿度の高い場所などを好むため、木のウロ、根の間、洞穴などに生息し、しばしば人家その他の建物内にも入る。また時には海岸の岩の割れ目に生息することもある。マダラカマドウマは古墳の石室内にも群生し、しばしば見学者を驚かせる。夜行性のため日中はこれらの隠蔽的な空所にいるが、夜間は広い場所を歩き回って餌を探す。夜に森林内を歩けば、この仲間がよく活動しているのを見ることができる（特に夏季）。また樹液にも集まるため、カブトムシ等の採集のために設置したトラップに大量に集まるということも珍しくない。
光には鈍感で撮影にフラッシュを焚いても物怖じしないが、触感には鋭敏で息を吹きかけた程度の刺激でも跳び上がって逃げ出す。
極めて広範な雑食性。野生下ではおもに小昆虫やその死骸、腐果、樹液、落ち葉などを食べている。飼育下ではおおよそ人間が口にする物なら何でも食べる。動物質、植物質、生き餌、死に餌を問わない。野外でも共食いがしばしば発生しているという。
繁殖は不規則で、常に卵、成虫、様々な齢の幼虫が同時期に見られる。
天敵はヤモリ、トカゲモドキ（南西諸島のみ）、ネズミ、カエル、各種鳥類、寄生蜂、ゲジ、カマキリ、アシダカグモ等である。

### 生態系における役割
近年、カマドウマ類が生態系において特異かつ重要な役割を担っている事例が幾つか見つかっている。
例えば渓流のサケ科魚類において、その餌に占めるカマドウマ類の割合がきわめて大きいことが示された例がある。これはカマドウマ類に寄生するハリガネムシ類によって秋期にカマドウマ類が自ら渓流に飛び込むので、それを魚類が食うためである。これによって水生昆虫が相対的に食われなくなり、その結果藻類が減少し、水中の落葉の分解が促進されるとされ、カマドウマ類の飛び込みを止めると水生昆虫が食われることから藻類が増え、水中落葉の分解が減り、川の様相が変わってしまうと言われている。

### 人間とのかかわり

#### 日本人とのかかわり
竈馬は古くから存在を知られた昆虫であり、古名である「いとど」は秋の季語とされる。カマドウマが周辺の森林などから侵入し、多くの日陰や空隙と共に餌も得られやすい土間の隅などに住み着くことも多かった。
俗称として「便所コオロギ」「オカマコオロギ」、長野県や群馬県の一部では「シケムシ」と呼ぶ。
屋内に出没する虫としては大型であることや跳躍力の高さなどから不快害虫とみられることもある。

#### 文化財被害
1980年に長野県軽井沢で文化財の掛軸（上部と下部の糊付けされた布地部分）が食害された例がある。

## 種としての「カマドウマ」
標準和名のカマドウマはカマドウマ科の一種である Atachycines apicalis を指す。
日本列島及び朝鮮半島の一部に分布するが、地域によっては体の色や交尾器の特徴などが微妙に変化しているため、いくつかの亜種に区別されている。
カマドウマという和名は、厳密には北海道から九州の地域と韓国に分布する原名亜種（複数ある亜種のうち最初に学名が付けられた亜種）のみを指し、他の亜種には別の和名が付いている。

### 形態
体長はオスで18.5 - 21.5ミリメートル、メスで12.0 - 23.0ミリメートルほど。メスは腹部後端に長い産卵管があり、この産卵管を含めると21.5 - 33.0ミリメートルほどになる。他のカマドウマ科の種と同様に、成虫でも翅をもたない。体はやや側扁し（左右に平たく）、横から見ると背中全体が高いアーチを描いた体型をしている。背面から側面にかけては栗色で、腹面や脚の付け根、脛節などは淡色となる。各部には多少の濃淡はあるが、目立つ斑紋はない。幼虫も小型である以外は成虫とほぼ同様の姿をしているが、胸部が光沢に乏しいことや、第1 - 第3ふ節の下面に多数の剛毛があることなどで成虫と区別できる。